# موز باوي
موز باوي (الاسم العلمي: Musa bauensis) هو نوع من النباتات يتبع جنس الموز من فصيلة الموزية.